# Cryptocentrus singapurensis
Cryptocentrus singapurensis är en fiskart som först beskrevs av Herre, 1936.  Cryptocentrus singapurensis ingår i släktet Cryptocentrus och familjen smörbultsfiskar. Inga underarter finns listade i Catalogue of Life.